# Rafał Borcz
Rafał Borcz (ur. 1973 w Łańcucie) – polski malarz.

## Życiorys
Studiował na Wydziale Malarstwa krakowskiej ASP. Uzyskał dyplom w pracowni Leszka Misiaka, gdzie obecnie pracuje jako adiunkt i prowadzi pracownię rysunku. Od 2008 roku doktor. W 2016 uzyskał habilitację.
W 2001 laureat Grand Prix 35. Ogólnopolskiego Konkursu Malarstwa „Bielska Jesień”. W twórczości posługuje się malarstwem, rysunkiem oraz rzeźbą. Jego prace charakteryzują powtarzające się odniesienia do sfer dzikiej natury, zwłaszcza fauny. 

## Wybrane wystawy
- 2015 – Still Life, Bałtycka Galeria Sztuki Współczesnej, Słupsk[5]
- 2012 – Czas olch, Galeria "4 ściany", Kraków[6]
- 2011 – HORODEK, BWA Galeria Sanocka, Sanok[7]
- 2005 – Wilk, Galeria Bielska BWA, Bielsko-Biała[4]